# فرانك جاي مايرز
فرانك جاي مايرز (بالإنجليزية: Frank J. Myers)‏ هو مغن مؤلف ومنتج أسطوانات أمريكي، ولد في 3 يوليو 1957 في دايتون في الولايات المتحدة.

## وصلات خارجية
- الموقع الرسمي
- فرانك جاي مايرز على موقع IMDb (الإنجليزية)
- فرانك جاي مايرز على موقع ميوزك برينز (الإنجليزية)
- فرانك جاي مايرز على موقع أول ميوزيك (الإنجليزية)
- فرانك جاي مايرز على موقع أول ميوزيك (الإنجليزية)
- فرانك جاي مايرز على موقع أول ميوزيك (الإنجليزية)
- فرانك جاي مايرز على موقع أول ميوزيك (الإنجليزية)
- فرانك جاي مايرز على موقع ديسكوغز (الإنجليزية)